# Salicilamida
La salicilamida es el nombre común de la o-hidroxibenzamida, un medicamento del tipo antiinflamatorio no esteroideo con propiedades similares a la aspirina (ácido acetilsalicílico), indicado para el alivio del dolor, fiebre y la inflamación, especialmente recomendado para pacientes sensibles a la aspirina. Con frecuencia se combina la salicilamida con aspirina y cafeína como remedio para el dolor leve y moderado, tal como en la artritis.